# Alexandra Neldel
Alexandra Neldel (nacida el 11 de febrero de 1976 en Berlín) es una actriz alemana.

## Filmografía

### Cine
- 1999: Bang Boom Bang
- 2000: Flashback – Mörderische Ferien
- 2000: Erkan & Stefan
- 2003: Der letzte Lude
- 2003: Sie haben Knut
- 2004: Samba in Mettmann
- 2004: Autobahnraser
- 2005: Barfuss
- 2006: Goldene Zeiten
- 2007: Meine schöne Bescherung
- 2008: Märzmelodie
- 2012: The Treasure Knights and the Secret of Melusina
- 2012: Unter Frauen
- 2017: Lammbock (Filmed in 2001)
- 2020: Takeover

### Televisión
- 1998: Die Mädchenfalle – Der Tod kommt online
- 1998: Das Miststück
- 1999: Doggy Dog – Eine total verrückte Hundeentführung
- 2000: Heimliche Küsse – Verliebt in ein Sex-Symbol
- 2001: Verliebte Jungs
- 2001: Die Großstadt-Sheriffs
- 2002: Rosamunde Pilcher: Wenn nur noch Liebe zählt
- 2004: Nachtschicht – Vatertag
- 2005: Scharf wie Chili
- 2005: Comedy-Schiff (sketch comedy)
- 2007: Zodiak – Der Horoskop-Mörder (4-part miniseries)
- 2009: Die Rebellin (3-part miniseries)
- 2009: Killerjagd. Töte mich, wenn du kannst
- 2010: Killerjagd. Schrei, wenn du dich traust
- 2010: Die Wanderhure - Marie Schärer
- 2010: Glückstreffer – Anne und der Boxer
- 2011: Bollywood lässt Alpen glühen
- 2011: Buschpiloten küsst man nicht
- 2012: Die Rache der Wanderhure - Marie Adler
- 2012: Das Vermächtnis der Wanderhure - Marie Adler
- 2013: Ther Minister - Viktoria von Donnersberg
- 2016: Das Mädchen aus dem Totenmoor - Jutta Keller
- 2021: Die Sterntaler des Glücks - Katja Sterner

### Series
- 1996–1999: Gute Zeiten, schlechte Zeiten
- 2000–2001: OP ruft Dr. Bruckner (5 episodes)
- 2002: Ein Fall für zwei (episode 198)
- 2003: SOKO München (episode 293)
- 2004: Nachtschicht
- 2004–2005: Berlin, Berlin (3. – 4. season)
- 2005–2007: Verliebt in Berlin - Lisa Plenske
- 2006: Die ProSieben Märchenstunde - Princess Dorothea
- 2008-2010: Unschuldig - Dr. Anna Winter
- 2019: Eichwald, MdB

### Doblaje
- 2000: Titan A.E.
- 2001: Dr. Dolittle 2
- 2006: Open Season
- 2010: Tangled
- 2018: Agente 00-Gato - Marnie the cat

## Premios
- 1997: Bravo Otto in Silver in the category TV-Star female
- 1998: Bravo Otto in Silver in the category TV-Star female
- 2005: Undine Award – Best Young Supporting Actress in a film for Barfuss
- 2005: Maxim – Woman of the Year
- 2005: German Television Award – Best daily series as a member of the crew of Verliebt in Berlin
- 2005: Bravo Otto in Silver in the category TV-Star female
- 2006: Rose d'Or – Best European Soap as a member of the crew of Verliebt in Berlin
- 2006: Rose d'Or – Beste Soap-Actress for Verliebt in Berlin
- 2006: Berliner Bär (BZ-Kulturpreis) in the category TV
- 2008: Bavarian TV award – Best Actress in the series category for Unschuldig
- 2011: Nomination for the German Television Award in the category Best Actress for The Whore